# Ramesse IV.
Ramesse IV. Hekamaatre`sete`amun byl třetím faraonem 20. dynastie. Byl pátým synem Ramesse III. Ten jej ve 22. roce své vlády ustanovil korunním princem, takže předstihl své starší bratry a zavdal si jejich trvalou nepřízeň a soupeření. Na trůn nastoupil po násilné smrti otce, který byl po spiknutí v harému zinscenovaného jeho vedlejší ženou Tiye a jejím synem Pentawerem s pomocí harémových správců, faraonova komorníka a velitele lučištníků.
Zachoval se záznam o soudních procesech se spiklenci „Judical Papyrus“ (uložený v muzeu v Turíně). Nově nastolený faraon, který spiknutí odhalil, nechal všechny spiklence postavit před soud. Hlavní viníci (16 služebníků a 6 bezejmenných žen) byli popraveni. Královna Tiye a syn Pentawer mohli spáchat sebevraždu.
Ramesse IV. nastoupil na trůn v jeho přibližně 14 letech, vládl v letech 1156–1150 př. n. l. O nástupnictví se také ucházeli jeho starší bratři Ramesse V. a Ramesse VI.

## Vláda

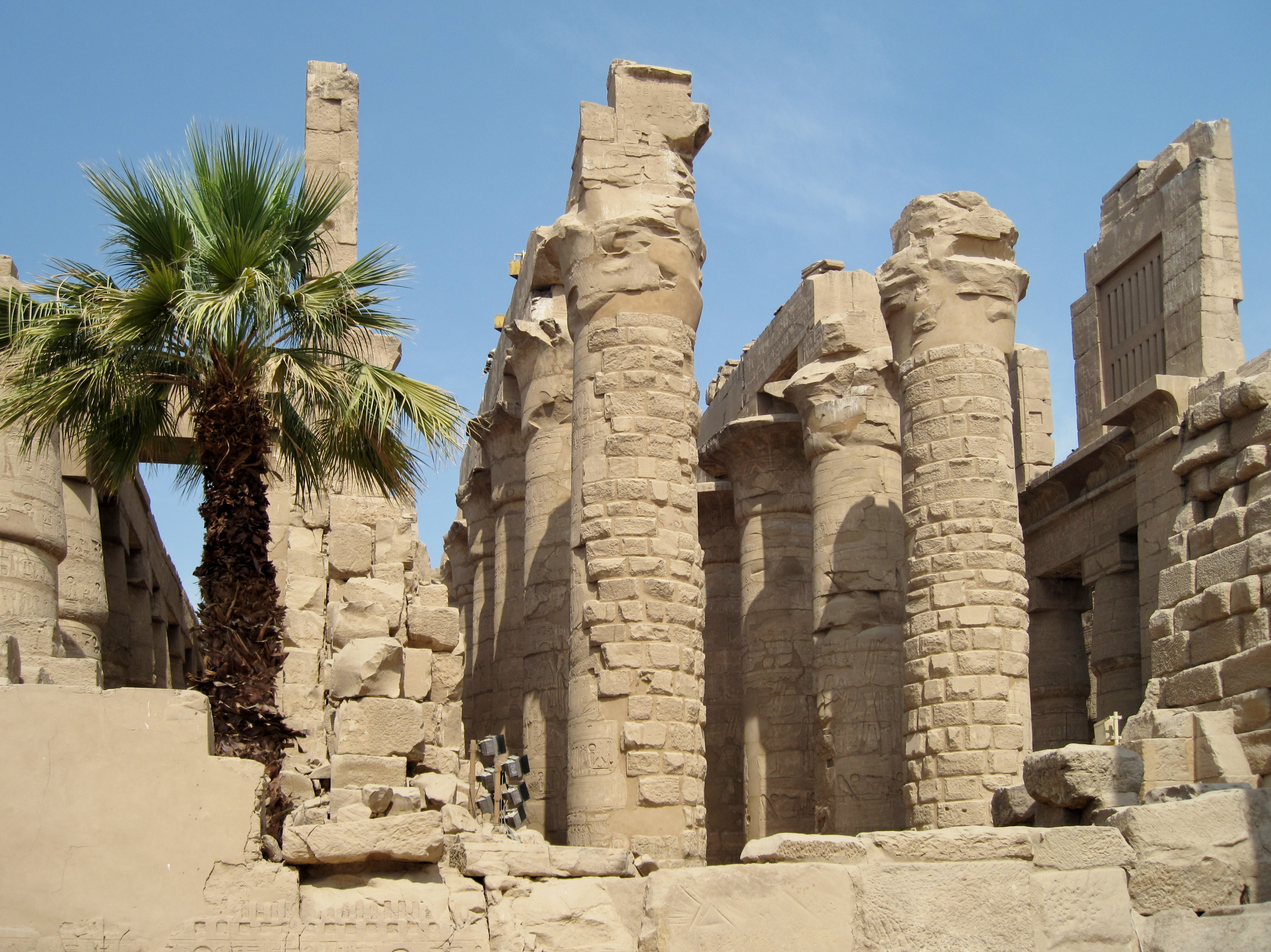
Chrámový kopmlex v Karnaku

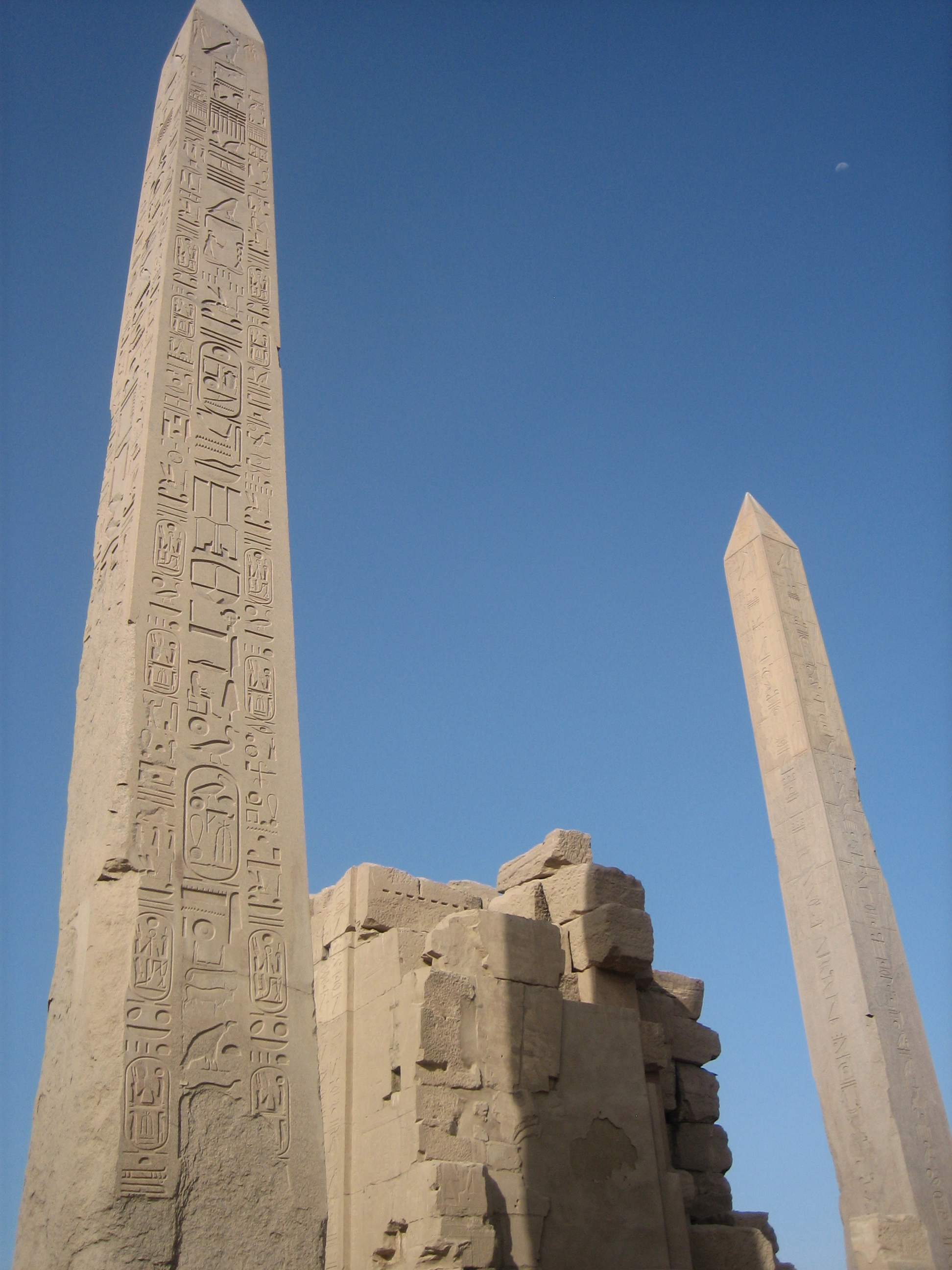
Obelisky v Karnaku

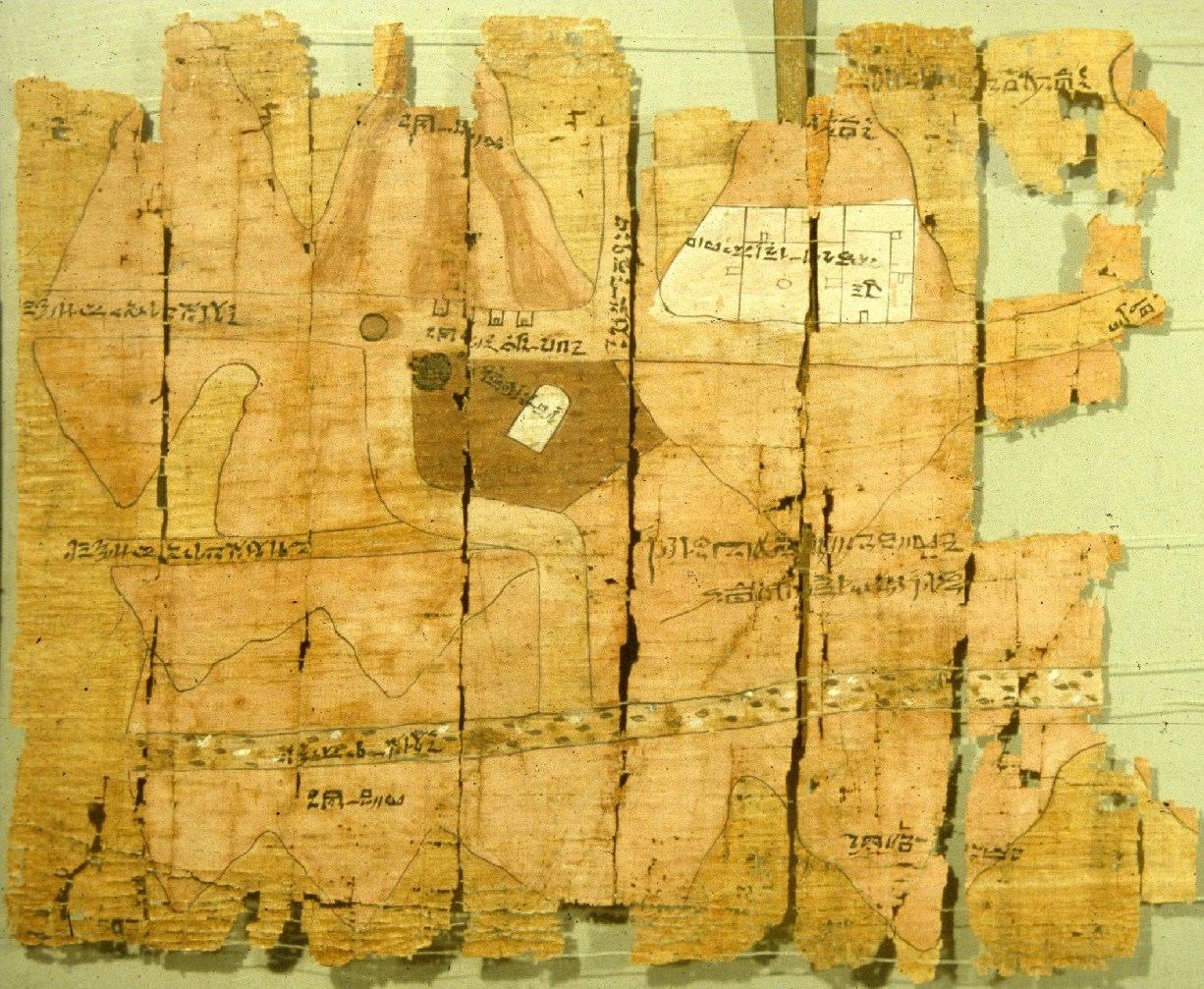
Mapa z místa těžby kamene; fragment – Turinský papyrus

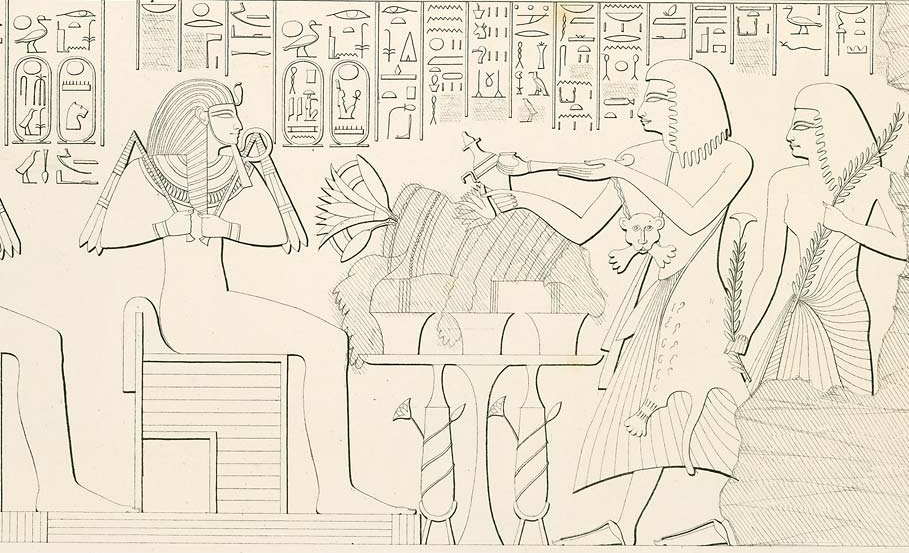
Dar faraonovi – kůže černého pantera

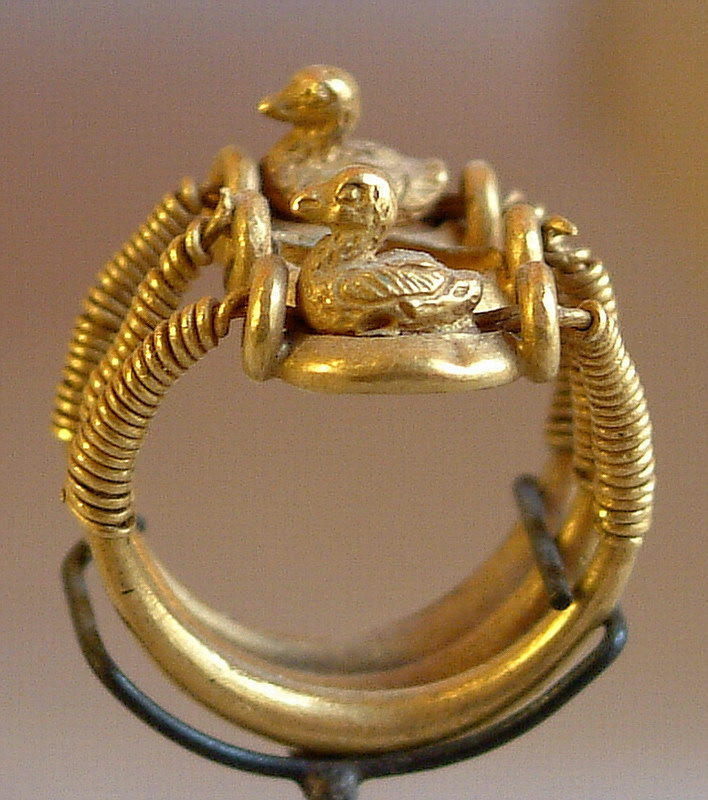
Zlatý prsten Ramesse IV.; Museum Louvre

O jeho poměrně krátkém období vlády není mnoho ucelených zpráv. Relativně podrobně jsou zaznamenány jeho plány na dobudování chrámu Chonsu v Karnaku, vybudování chrámu poblíž chrámu královny Hatšepsut, postavení monumentálního obelisků v Heliopolisu, Karnaku a vybudování zádušního chrámu v Al-Asasif – nekropole v západních Thébách. Pro zajištění staveb inicioval Ramesse výpravu do Vádí Hammámat, kde se znovu otevřel lom. Zpráva o tom se zachovala na stéle vytesané do skály na cestě z Koptos k Rudému moři. Text uvádí, že tuto, v podstatě inspekční cestu Ramsses, vykonal ve druhém roce vlády. V lomu se našel vhodný kámen pro plánovaný monument (obelisk) pro Medínit Habu. Následující 3. rok vlády se zorganizovala nebývale rozsáhlá výprava do Vádí Hammámat, kterou vedl velekněz Amona v Thébách Ramessenacht. Nápisy na stéle v lomu uvádějí rozsah výpravy, která čítala 8362 mužů, z toho bylo 50 dozorců, 130 kameníků, 2000 otroků a 5000 vojáků, kteří byli do prací v lomu zapojeni. Zastoupeni byli i palácoví služebníci, mistři kameníci, písaři aj. Tvrdá práce v horku a prachu lomu si vyžádala životy 900 mužů.
Nápis na stéle ve Vádí Hammamát (úryvek):
| „               | Hle, jeho majestát si vzal v jeho srdci podobně jako jeho otec Horus a vedl cestu na místo, které si přál. On šel kolem vznešené hory, aby vytvořil nádherné památky pro svého otce a své předky, pro všechny bohy a bohyně Egypta. Na vrcholu této hory postavil stélu, vytesanou s velikým jménem krále Ramsses IV. a dal jí život jako Re. | “ |
| — Breasted §464 | |   |

Výprava do Vádí Hammamát, vytěžení kamenů zejména pro monumentální obelisky, jistě trvala delší dobu, o které se dá ovšem jen spekulovat. Zápisy se o ní nezmiňují. Zachovaly se jen zmínky o zásobování a transportech přes poušť do lokality lomu, pro zabezpečení značného počtu osob, materiálu, nástrojů, které byly nezbytně rozsáhlé, opakující se a závislé na jejich organizaci.
Chrám boha Chonsu v Karnaku, který Ramesse III. nestihl dostavět, dobudoval jeho syn. V zadní části chrámu přistavěl komoru s menším hypostylem a na stěně nechal zápis:
| „               | Pán dvou zemí: Hekmare-Setepnamon; Syn Re, Pán s Diadémem : Ramses-Meriamon provedl toto jako pomník a chrám pro svého otce Chonsu, výjimečného krásného až na věčnost. | “ |
| — Breasted §472 | |   |

## Úmrtí a hrobka
Ramesse IV. zemřel po 6 letech své vlády, uvádí se nákaza černými neštovicemi, která epidemicky postihla početné osazenstvo paláce Byl mumifikován a pohřben do hrobky KV2. Jeho mumie se zachovala a po stěhování 1898 byla nalezena a identifikována v hrobce KV35, jeho žena královna Tetopet byla pohřbena v Údolí královen v QV74.Hrobka byla původně připravována pro Ramesse II., nabyla však použita. Její mumie se však nedochovala.